# Domaradz (gemeente)
De gemeente Domaradz is een landgemeente in het Poolse woiwodschap Subkarpaten, in powiat Brzozowski.
De zetel van de gemeente is in Domaradz.
Op 30 juni 2004 telde de gemeente 6102 inwoners.

## Oppervlakte gegevens
In 2002 bedroeg de totale oppervlakte van gemeente Domaradz 56,72 km², waarvan:
- agrarisch gebied: 71%
- bossen: 20%

De gemeente beslaat 10,5% van de totale oppervlakte van de powiat.

## Demografie
Stand op 30 juni 2004:
| Omschrijving                   | Totaal | Totaal | Vrouwen | Vrouwen | Mannen | Mannen |
| ------------------------------ | ------ | ------ | ------- | ------- | ------ | ------ |
| eenheid                        | aantal | %      | aantal  | %       | aantal | %      |
| inwoners                       | 6102   | 100    | 3025    | 49,6    | 3077   | 50,4   |
| bevolkingsdichtheid (inw./km²) | 107,6  | 107,6  | 53,3    | 53,3    | 54,2   | 54,2   |

In 2002 bedroeg het gemiddelde inkomen per inwoner 1417,22 zł.

## Plaatsen
Domaradz, Podhyb, Poręby, Barycz, Golcowa, Różanka.

## Aangrenzende gemeenten
Błażowa, Brzozów, Jasienica Rosielna, Niebylec, Nozdrzec